# 严春友
严春友（1959年5月—），山东莒县大砚疃村人，北京师范大学哲学学院教授、博士生导师。《大自然的智慧》一文入选“1998年中国散文排行榜”；文章《敬畏自然》入选人教版初中二年级下册《语文》教材；《大自然的智慧》入选人教版《高中语文读本》第二册和广西教育出版社《语文读本》高二卷。

## 教育履历
- 1979-1983，山东师范大学历史系，获历史学学士学位
- 1983-1986，北京师范大学哲学系，西方哲学专业，获哲学硕士学位
- 2002-2005，北京师范大学哲学与社会学学院，中国哲学专业，获哲学博士学位

## 工作履历
- 1986，北京师范大学政教系助教
- 1989，北京师范大学哲学系讲师
- 1995，北京师范大学哲学系副教授
- 2005，北京师范大学哲学学院教授
- 2020年9月-2024年8月，北京师范大学珠海校区未来教育学院教授
- 2024年9月--，西安外事学院本原儒学院、七方教育研究院教授

期间：
- 2001年11月-2002年2月，意大利特伦托大学（University of Trento）， 访问学者
- 2005年11月-2006年12月，意大利罗马大学哲学系，访问学者
- 2012年1月-2020年1月，意大利马切拉塔大学（University of Macerata），工作

## 著作
- 《宇宙全息统一论》，与王存臻合著，山东人民出版社，1988、1990、1992、1995，1998
- 《宇宙统一科学》,与王存臻合著，山东人民出版社，1988
- 《文化全息论》，严春友、严春宝著，山东人民出版社，1991
- 《精神之谜》，严春友著，中国社会科学出版社，1991
- 《西方哲学新论》，严春友著，中国社会科学出版社，2001、2004
- 《人：西方思想家的阐释》，严春友著，中国社会科学出版社，2005
- 《庄子一日一讲》，严春友编著，哈尔滨出版社，2006
- 《精美思想读本》，严春友编著，山东友谊出版社，2008
- 《西方哲学名著导读》，严春友著，清华大学出版社、北京交通大学出版社，2008
- 《范畴的世界——西方哲学范畴专题研究》,中国社会科学出版社，严春友著，2012
- 《无一人灭天——庄子思想研究》,中国社会科学出版社，严春友著，2013
- 《哲学的魅力》，严春友著，中国社会科学出版社，2014
- 《大自然的智慧》（散文集），严春友著，中国社会科学出版社，2015
- 《忧郁的青春》（诗集），严春友著，中国社会科学出版社，2016
- 《哲学之思——真理的豪饮》，中央编译出版社，2024

## 与王存臻的合作
严春友与王存臻合著《宇宙全息统一论》和《宇宙统一科学》，他声称1990年后断绝这种合作。严春友不承认王存臻给予的「世界十大杰出伟人」等称号，以及世界统一科学联合会副主席、中国宇宙全息统一论学会副主席等职务。

## 出处
1. ↑  .   [2012年1月1日]. （原始内容存档于2012年7月16日）.